# リッキー・ロケット
リチャード・アラン・リーム（1961年8月8日-）は、リッキー・ロケットの芸名で知られているアメリカ合衆国のドラマー。ポイズンのメンバー。

## ディスコグラフィ
ポイズンのメンバーとしてのディスコグラフィは当該記事を参照。

### ソロ名義
- Glitter 4 Your Soul (2003)

### Devil City Angels
- Devil City Angels (2015)